# الصوم المنهي عنه
الصوم المنهي عنه هو: الصوم المنهي عن فعله، أو: ما اقتضى الشرع تركه، أو: ما يشرع تركه، إما؛ على وجه الإلزام، مثل: صوم يومي العيد، أو: بغير وجه إلزام، مثل: إفراد يوم الجمعة. وأنواع الصوم المنهي عنه هي: الأنواع التي يكون صومها: حرام، أو: مكروها، ويدخل ضمن هذين القسمين: تقسيمات أخرى عند بعض العلماء، مثل: خلاف الأولى، وكراهة التحريم.

## أنواع الصوم المنهي عنه
قال القرافي في شروط الصوم: «الشرط السادس: الزمن القابل للصوم. قال اللخمي : الأيام المنهي عن صيامها ثمانية: الفطر[ ؟ ]، و النحر[ ؟ ] ، وأيام منى، و أيام الشك، والجمعة، والسبت: أن يخص أحدهما بصيام. أما العيدان فبالإجماع.»

## صوم يومي العيد
صوم يومي العيد بمعنى: صيام يومي العيدين: يوم عيد الأضحى، ويوم عيد الفطر. وصوم هذين اليومين: حرام؛ للنهي عنه في الحديث:
«عن أبي عبيد مولى ابن أزهر أنه قال شهدت العيد مع عمر بن الخطاب رضي الله عنه فجاء فصلى ثم انصرف فخطب الناس فقال إن هذين يومان نهى رسول الله ﷺ  عن صيامهما: يوم فطركم من صيامكم، والآخر يوم تأكلون فيه من نسككم.»
«عن عمر بن الخطاب، وأبي هريرة، وأبي سعيد رضي الله عنهم أن رسول الله ﷺ  نهى عن صوم يوم الفطر ويوم الأضحى.» قال النووي: «وقد أجمع العلماء على تحريم صوم هذين اليومين بكل حال، سواء صامهما عن نذر أو تطوع أو كفارة أو غير ذلك. ولو نذر صومهما متعمدا لعينهما، قال الشافعي والجمهور: لا ينعقد نذره ولا يلزمه قضاؤهما، وقال أبو حنيفة: ينعقد، ويلزمه قضاؤهما، قال: فإن صامهما أجزاه، وخالف الناس كلهم في ذلك.»

## صوم أيام التشريق
أيام التشريق الثلاثة هي: يوم الحادي عشر، والثاني عشر، والثالث عشر، من شهر ذي الحجة، في كل عام. ويحرم صيام هذه الأيام الثلاثة؛ للنهي عن صيامها؛ ولأنها أيام أكل وشرب وذكر لله تعالى.

## تقدم رمضان بصوم
من الصوم المنهي عنه: تقدم صوم شهر رمضان بصوم يوم أو يومين، إلا لسبب مثل: النذر والقضاء، أو من كان له عادة سابقة. ويدل على النهي حديث:
«عن أبي هريرة رضي الله عنه قال: قال رسول الله ﷺ : "لا تقدموا رمضان بصوم يوم ولا يومين، إلا رجل كان يصوم صوما فليصمه."»
قال النووي: «فيه التصريح بالنهي عن استقبال رمضان بصوم يوم ويومين، لمن لم يصادف عادة له أو يصله بما قبله، فإن لم يصله ولا صادف عادة فهو حرام، هذا هو الصحيح في مذهبنا؛ لهذا الحديث؛ وللحديث الآخر في: سنن أبي داود، وغيره: «إذا انتصف شعبان فلا صيام حتى يكون رمضان.» فإن وصله بما قبله، أو صادف عادة له؛ فإن كانت عادته صوم يوم الاثنين ونحوه، فصادفه فصامه تطوعا بنية[ ؟ ] ذلك جاز؛ لهذا الحديث، وسواء في النهي عندنا لمن لم يصادف عادته ولا وصله يوم الشك وغيره، فيوم الشك داخل في النهي، وفيه مذاهب للسلف فيمن صامه تطوعا، وأوجب صومه عن رمضان أحمد وجماعة بشرط أن يكون هناك غيم، والله أعلم.» 
- صوم يوم الشك
- صوم يوم الغيم

## صوم يوم عرفة للحاج
من أنواع الصوم المنهي: صوم يوم عرفة للحاج، أما غير الحاج؛ فالصوم في حقه مستحب.

## إفراد يوم الجمعة بصوم
من الصوم المنهي عنه: إفراد يوم الجمعة بالصيام، إذا لم يصم يوما قبله، ولا يريد أن يصوم بعده. ويدل على ذلك حديث:
«عن محمد بن عباد قال: سألت جابرا[ ؟ ] رضي الله عنه نهى النبي ﷺ  عن صوم يوم الجمعة؟  قال: نعم. زاد غير أبي عاصم يعني: أن ينفرد بصوم.»

## صوم الدهر
صوم الدهر عرفه النووي بأنه: «سرد الصوم في جميع الأيام إلا الأيام التي لا يصح صومها وهي العيدان وأيام التشريق». ويسمى أيضا: صوم الأبد ويقصد به سرد الصوم المتواصل يوما بعد يوم بالتوالي والتتابع في جميع أيام السنة من غير فصل بفطر يوم. والصوم من حيث هو عبادة مشروعة يثاب فاعله فلا يوصف بالتحريم إلا في الأيام التي يحرم صيامها وهي يومي العيد الفطر والأضحى، وأيام التشريق الثلاثة، فلا يوصف صوم الدهر بالتحريم باستثناء الأيام التي يحرم صيامها، ولا يكره صومه إذا أفطر أيام النهي، ولم يترك فيه حقا، ولم يخف ضررا، وهو قول أكثر أهل العلم، ويكره صومه في حق من خاف ضررا أو فوت حقا بصوم الدهر، وإن لم يخف ضررا ولم يفوت حقا لم يكره، قال: هذا هو الصحيح الذي نص عليه الشافعي وقطع به صاحب المهذب والجمهور، وأطلق البغوي وطائفة قليلة أن صوم الدهر مكروه، وأطلق الغزالي في الوسيط أنه مسنون، وكذا قال الدارمي: من قدر على صوم الدهر من غير مشقة ففعل فهو فضل. وقال الشافعي في البويطي: لا بأس بسرد الصوم إذا أفطر أيام النهي الخمسة، قال صاحب الشامل بعد أن ذكر النص: وبهذا قال عامة العلماء. ونقله النووي عن مجموعة من الصحابة والجمهور من بعدهم، وقال أبو يوسف وغيره من أصحاب أبي حنيفة: أنه يكره صومه مطلقا.
واحتجوا بحديث: ابن عمرو بن العاص أن رسول الله ﷺ قال: «لا صام من صام الأبد، لا صام من صام الأبد».
و«عن أبي قتادة أن عمر بن الخطاب رضي الله عنه قال: يا رسول الله، كيف بمن يصوم الدهر كله؟ قال: «لا صام ولا أفطر أو لم يصم ولم يفطر»».
واحتج الشافعية ومن وافقهم بحديث: «عائشة أن حمزة بن عمرو الأسلمي رضي الله عنه سأل النبي ﷺ فقال: يا رسول الله، إني رجل أسرد الصوم، أفأصوم في السفر؟ فقال: "صم إن شئت وأفطر إن شئت"». قال النووي: «وموضع الدلالة أن النبي ﷺ لم ينكر عليه سرد الصوم، ولا سيما وقد عرض به في السفر"». و«عن أبي موسى الأشعري عن النبي ﷺ قال: "من صام الدهر ضيقت عليه جهنم هكذا وعقد تسعين"». ومعنى ضيقت عليه أي: عنه فلم يدخلها، أو ضيقت عليه أي: لا يكون له فيها موضع. وقد احتج البيهقي بهذا الحديث على أنه لا كراهة في صوم الدهر وافتتح الباب به، فهو عنده المعتمد في المسألة، وأشار غيره إلى الاستدلال به على كراهته، قاله النووي وقال: والصحيح ما ذهب إليه البيهقي. و«عن أبي مالك الأشعري الصحابي رضي الله عنه قال: قال رسول الله ﷺ: "إن في الجنة غرفة يرى ظاهرها من باطنها، وباطنها من ظاهرها، أعدها الله لمن ألان الكلام وأطعم الطعام وتابع الصيام وصلى بالليل والناس نيام"». وسئل ابن عمر عن صيام الدهر فقال: «كنا نعد أولئك فينا من السابقين». وعن عروة أن عائشة كانت تصوم الدهر في السفر والحضر. وعن أنس قال: «كان أبو طلحة لا يصوم على عهد النبي ﷺ من أجل الغزو، فلما قبض النبي ﷺ لم أره مفطرا إلا يوم الفطر أو الأضحى».
وأما أحاديث النهي عن صوم الدهر فقد حملها الجمهور على من شق عليه أو فوت حقا، أو على من لم يفطر الأيام المنهي عن الصوم فيها، أو على ما كان من قبيل التنطع كما بدل عليه حديث: «عن سعيد بن المسيب وأبي سلمة ابن عبد الرحمن أن عبد الله بن عمرو بن العاص قال: أخبر رسول الله ﷺ  أنه يقول: لأقومن الليل ولأصومن النهار ما عشت فقال رسول الله ﷺ: آنت الذي تقول ذلك؟ فقلت له: قد قلته يا رسول الله! فقال رسول الله ﷺ: فإنك لا تستطيع ذلك فصم وأفطر ونم وقم وصم من الشهر ثلاثة أيام فإن الحسنة بعشر أمثالها وذلك مثل صيام الدهر قال قلت فإني أطيق أفضل من ذلك قال صم يوما وأفطر يومين قال قلت فإني أطيق أفضل من ذلك يا رسول الله قال صم يوما وأفطر يوما وذلك صيام داود عليه السلام وهو أعدل الصيام قال قلت فإني أطيق أفضل من ذلك قال رسول الله ﷺ: لا أفضل من ذلك قال عبد الله بن عمرو رضي الله عنهما لأن أكون قبلت الثلاثة الأيام التي قال رسول الله ﷺ أحب إلي من أهلي ومالي.»
قالب:الحج في المسجد النبوي